# 36 Dywizja Kawalerii (ZSRR)
36 Dywizja Kawalerii (ros. 36-я кавалерийская дивизия) – związek taktyczny kawalerii Armii Czerwonej.
36 Dywizja Kawalerii (36 DKaw.) sformowana została w 1938. W 1939 roku wchodziła w skład 3 Korpusu Kawalerii i wraz z wojskami III Rzeszy i Słowacji od 17 września brała udział w ataku na Polskę.  W czasie niemieckiego ataku na Związek Radziecki mającego miejsce 22 czerwca 1941 poniosła znaczne straty, a jej dowódca dostał się do niewoli. Rozformowana została 19 września 1941. 

## Dowództwo dywizji
Dowódcy:
- kombrig Jefim Zybin[3]

Szefowie sztabu:
- mjr Andriej Greczko[3].

## Struktura organizacyjna
Skład w 1939
- 24 pułk kawalerii
- 42 pułk kawalerii
- 102 pułk kawalerii
- 144 pułk kawalerii
- 8 pułk pancerny i inne pododdziały.